# Eurycea naufragia
Eurycea naufragia é uma espécie de salamandra da família Plethodontidae.
É endémica dos Estados Unidos da América.
Os seus habitats naturais são: nascentes de água doce e sistemas cársticos interiores.
Está ameaçada por perda de habitat.